# Ángel María Navarro
Ángel María Navarro (* 2. August 1870 in Guarita; † 31. Juli 1951) war ein honduranischer römisch-katholischer Geistlicher und Bischof von Santa Rosa de Copán.

## Leben
Ángel María Navarro empfing am 29. Mai 1899 das Sakrament der Priesterweihe.
Am 17. Dezember 1928 ernannte ihn Papst Pius XI. zum Bischof von Santa Rosa de Copán. Der Erzbischof von Tegucigalpa, Agustín Hombach CM, spendete ihm am 7. April 1929 in der Kathedrale San Miguel Arcángel in Tegucigalpa die Bischofsweihe; Mitkonsekratoren waren der Erzbischof von Guatemala-Stadt, Luis Durou y Sure CM, und der Apostolische Vikar von San Pedro Sula, Juan Sastre y Riutort CM.